# 茨城県道201号藤沢荒川沖線

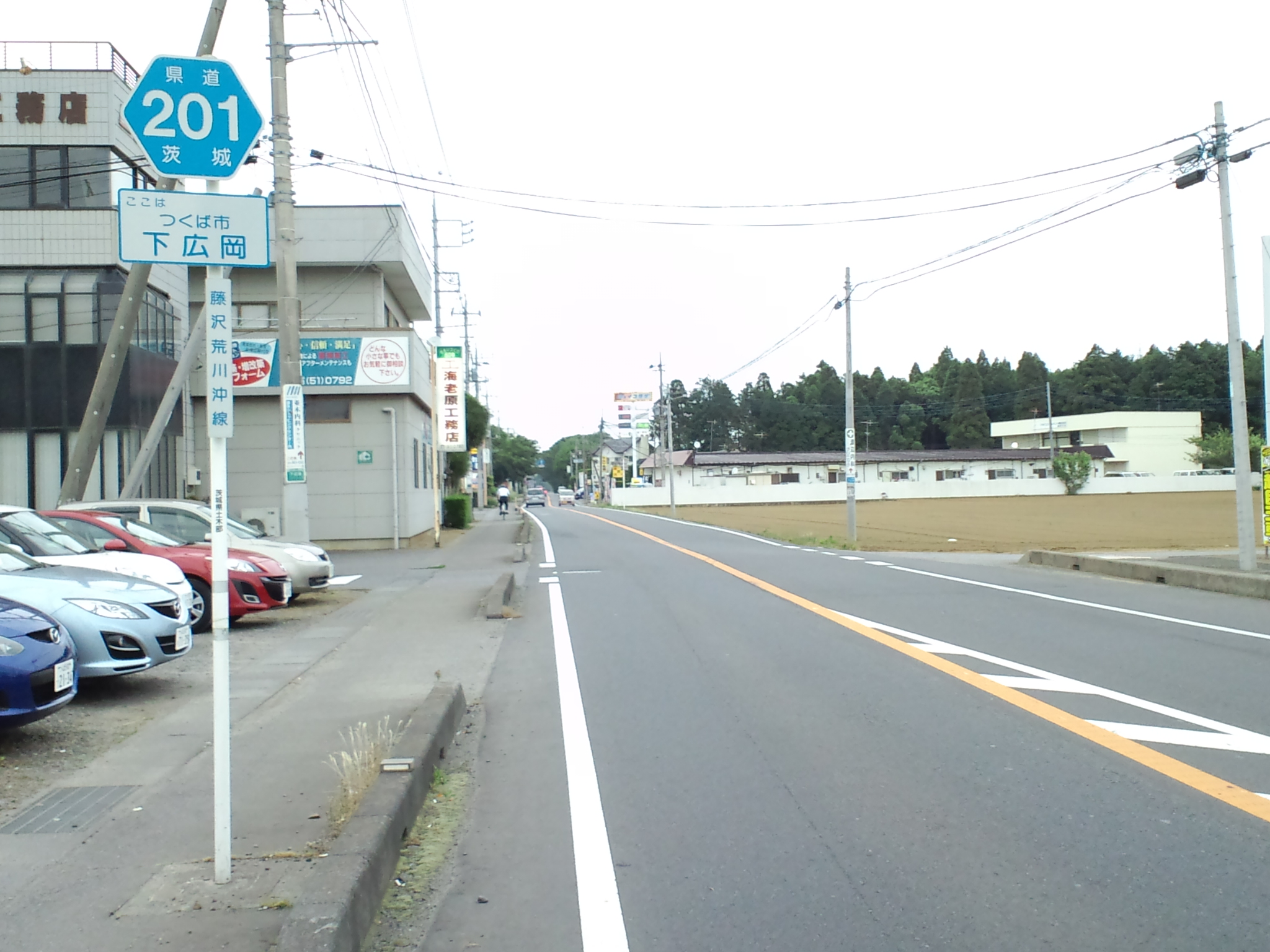
つくば市下広岡付近（2010年6月13日）

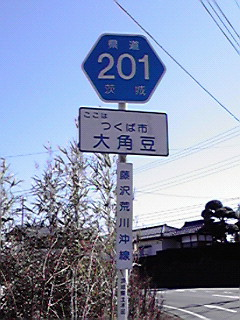
つくば市大角豆（ささぎ）付近

茨城県道201号藤沢荒川沖線（いばらきけんどう201ごう ふじさわあらかわおきせん）は、茨城県土浦市藤沢から、同市荒川沖に至る一般県道である。

## 概要
土浦市藤沢の国道125号交点から南下し、つくば市花室、同市下広岡を経て、土浦市荒川沖の国道6号交点に至る道路路線。主要区間は、学園東大通りの東側でほぼ平行する経路を辿る。つくば市下広岡では国道354号と交差し、常磐自動車道 桜土浦インターチェンジ付近を通過する他、終点に近い土浦市の中村南六丁目北交差点では、学園東大通り（茨城県道55号土浦つくば線）を斜めに横切る。

### 路線データ
- 起点：茨城県土浦市藤沢字本町1303番1地先（国道125号交点）[1]
- 終点：茨城県土浦市荒川沖・中村南6丁目（国道6号交点）
- 総延長：15.928 km[2]
- 重用延長：2.366 km[2]
- 未供用延長：なし[2]
- 実延長：13.562 km[2]
- 自動車交通不能区間延長[注釈 1]：なし[2]

## 歴史
1959年（昭和34年）10月14日、新たな県道として新治郡新治村大字藤沢を起点とし、土浦市荒川沖町を終点とする区間を本路線とする県道藤沢荒川沖線として茨城県が県道路線認定した。1995年（平成7年）に整理番号201となり現在に至る。

### 年表
- 1959年（昭和34年）10月14日
  - 現在の路線が県道藤沢荒川沖線（図面対照番号210）として路線認定される[3]。
  - 道路の区域は、新治郡新治村大字藤沢の県道藤沢豊里線分岐から土浦市荒川沖町の県道谷田部江戸崎線交点までと決定された[4]。
- 1965年（昭和40年）5月4日：県道土浦大穂線重用延長（2,148 m）を編入し、新治郡桜村大字横町 - 同村大字花室（4,688 m）の経路を変更[5]。
- 1979年（昭和54年）3月12日：新治郡新治村大字藤沢 - 同郡桜村大字上境の栄利橋架け替えを含む1.0648 km区間の道路拡幅改良供用開始[6]。
- 1995年（平成7年）3月30日：整理番号267から現在の番号（整理番号201）に変更される[7]。
- 2001年（平成13年）3月19日：新治郡新治村大字藤沢（国道125号） - つくば市大字上野のバイパス（3.85 km）[注釈 2]を新設する道路区域が決定する[1]。
- 2010年（平成22年）3月23日：つくば市下大島（国道125号） - 土浦市高岡（旧土浦市立斗利出小学校付近）のバイパス（約0.9 km）が部分開通[8]。
- 2011年（平成23年）6月30日
  - つくば市上野地内にバイパス（556m）を新設する道路区域指定[9]。
  - つくば市上野字勢至下404番 - 同市上野字西久保450の新道（約0.3 km）を供用開始[10]。
- 2015年（平成27年）4月22日：土浦市高岡 - つくば市上野地内のさくら大橋を含むバイパス（1.8 km）が開通[11][12]。
- 2017年（平成29年）
  - 6月26日：つくば市柴崎 - 同市東岡のバイパス（1.024 km）を供用開始[13]。
  - 11月30日：つくば市上境（柴崎十字路） - 同市東岡にバイパス（1.75 km）を新設する道路区域を指定[14]。
- 2018年（平成30年）
  - 3月8日：つくば市東岡 - 同市金田にバイパス一部区間（390 m）を新設する道路区域を指定[15]。
  - 3月31日：つくば市上境 - 同市金田のバイパス一部区間（約0.6 km）を供用開始[16]。
- 2019年（令和元年）11月11日：つくば市さくらの森（芝崎十字路） - 同市東岡（流星台）の旧道（1.465 km）を、移管により県道指定解除[17]。

## 路線状況
つくば市下大島から同市春風台までのバイパスが2015年4月22日に供用開始となった（一部区間は既に供用中）。
道路法の規定に基づき、つくば市下大島（国道125号交差） - 同市天久保（芝崎交差点）間は、緊急輸送道路として機能を維持するため、災害発生時の被害拡大防止を目的に道路用地内に電柱を建てることが制限されている。

### 重複区間
- 国道125号（土浦市藤沢・起点 - つくば市下大島：約1.5 km）

### 道路施設
- 栄利橋（桜川、土浦市藤沢新田 - つくば市栄）
- 柏橋（花室川、つくば市上ノ室 - 大角豆）
- さくら大橋（桜川、土浦市高岡 - つくば市上野）※バイパス区間

## 地理

### 通過する自治体
- 茨城県
  - 土浦市 - つくば市 - 土浦市

### 交差する道路
- 国道125号（起点）
- 茨城県道128号土浦大曽根線（つくば市上境）※重複
- 茨城県道24号土浦境線（つくば市花室 花室交差点）
- 茨城県道123号土浦坂東線（つくば市上ノ室）
- 国道354号（つくば市下広岡 下広岡交差点）
- 茨城県道55号土浦つくば線（土浦市西根南 / 中村西根 中村南六丁目北交差点）
- 国道6号（終点）

### 沿線
- つくば市立九重小学校（つくば市上ノ室）
- つくば市立桜南小学校（つくば市大角豆）
- 茨城県立土浦産業技術専門学院（土浦市中村西根）